# 연세대학교 경제대학원
연세대학교 경제대학원(延世大學校 經濟大學院, Yonsei University Graduate School of Economics)은 서울특별시 서대문구에 위치한 대한민국의 사립 특수대학원이다. 연세대학교의 부속 교육 시설로,  경제학에 관련한 석사 학위를 수여한다.

## 연혁
- 1998년 3월 1일 연세대학교 경제대학원 설립

## 교육편제
연세대학교 경제대학원은 특수대학원 과정으로, 석사 학위를 수여한다. 다음은 2019년 기준, 연세대학교 경제대학원에서 수학 가능한 과정 일람이다.
- 금융공학전공
- 금융보험전공
- 공공발전전공
- 통상산업전공
- 기업경제전공

## 같이 보기
- 연세대학교
- 연세대학교 경영전문대학원